# Salvarsan
 Der er for få eller ingen kildehenvisninger i denne artikel, hvilket er et problem. Du kan hjælpe ved at angive troværdige kilder til de påstande, som fremføres i artiklen.

Salvarsan eller arsfenamin var et af de første antibakterielle lægemidler, der blev lanceret. Det var den tyske læge Paul Ehrlich, som opdagede det i 1910. Det arsen-baserede middel virkede især godt mod syfilis og nogle få andre sygdomme.
| Farmakologi | Spire Denne artikel om farmakologi er en spire som bør udbygges. Du er velkommen til at hjælpe Wikipedia ved at udvide den. |